# 戸井勝海
戸井 勝海（とい かつみ、1963年2月24日 - ）は、日本の俳優。東宝芸能所属。広島県出身。主に舞台俳優として活動している。

## 人物・経歴
青年座、新人会を経て1994年にオリジナルビデオ『セーラー服仁義』で芸能界デビュー。1997年『レ・ミゼラブル』のグランデール役でミュージカルデビューを果たす。1999年から2001年までマリウス役を務め、以降は数々の舞台作品に出演。テレビドラマ、ディナーショー、コンサートにも出演するなど活動の場を広げている。

## 出演

### 舞台・ミュージカル
- 夢舞台〜貞奴（1996年） - 小山倉吉 役
- 帝国こころの妻（1996年） - 山田倉吉 役
- レ・ミゼラブル
  - （1997年） - グランデール 役
  - （1999年 - 2001年） - マリウス 役
- 迷宮伝説〜雨月の愛（1998年） - 玄武 役
- スクルージ（1999年） - 若きスクルージ／ハリー 役
- 星の王子様（2000年） - きつね 役
- ハウ・トゥー・サクシード（2000年） - デイヴィス 役
- ロミオとジュリエット2001（2001年） - パリス 役
- 蜘蛛の巣（2001年） - ジェレミー・ウォリンダー 役
- PIANO BAR（2002年） - ウォルト 役
- GODSPELL（2002年） - ユダ 役
- マウストラップ（2003年・2005年） - トロッター刑事 役
- 被告人（2003年） - アンソニー・カースリー 役
- ひめゆり（2003年） - 檜山上等兵 役
- I LOVE YOU〜愛の果ては?（2003年）
- HONK! 〜みにくいアヒルの子〜（2003年・2004年） - キャット役
- ミス・サイゴン（2004年） - トゥイ 役
- ギルダ〜愛の設計〜（2005年） - ウォルト 役
- ルルドの奇跡（2005年） - ドズー医師 役
- 花嫁付添い人の秘密（2006年） - ジェームス・デイビス 役
- アルジャーノンに花束を
  - （2006年） - ハロルド・ニーマー教授  役
  - （2017年） - ストラウス博士 役
- スウィングボーイズ（2006年） - 山下義一 役
- ジキル&ハイド（2007年） - ジョン・アターソン 役
- Calli〜炎の女カルメン〜（2008年） - ビゼー 役
- タンビエットの歌（2008年・2010年） - ゴク役
- 天翔ける風に（2009年） - 都司之助 役
- シラノ（2009年・2013年） - ル・ブレ 役
- タイタニック
  - （2009年） - ウィリアム・マードック 役
  - （2015年） - ヘンリー・エッチズ 役
- キャバレー（2010年） - エルンスト 役
- ガブリエル・シャネル（2010年） - エドワール 役
- 絹の靴下 Silk Stockings（2010年） - イワノフ 役
- 太平洋序曲（2011年） - アメリカ提督 役
- サンセット大通り（2012年） - シェルドレイク 役
- PROMISES・PROMISES in Concert（2012年）
- Chess in Concert（2013年） - ウォルター 役
- キャッチ・ミー・イフ・ユー・キャン（2014年） - フランク・アバグネイルSr. 役
- 音楽劇『ダニー・ボーイ 〜いつも笑顔で歌を〜』（2016年） - ヨシ・久保田 役[2]
- ミュージカル座「ひめゆり」（ミュージカル）（2021年7月）滝軍曹役
- ブロードウェイ・ミュージカル『IN THE HEIGHTS イン・ザ・ハイツ』（2024年） - ケヴィン・ロザリオ 役[3][4]
- お蒸され男子！（2025年）[5]
- ジャージー・ボーイズ（2025年公演予定） - ノーマン・ワックスマン 役[6]
- You Know Me〜あなたとの旅〜（2025年公演予定）[7]

### テレビドラマ
- NHK大河ドラマ「秀吉」（1996年、NHK）
- 土曜ワイド劇場「ヒューマンサスペンス事件(5)中学校長を殺した女！いじめ自殺で息子の命を奪われた母が裁かれる時…」（1997年、テレビ朝日）
- はぐれ刑事純情派12（1999年、テレビ朝日） - 大井一義 役
- 土曜ワイド劇場「棟居刑事の黙示録」（2000年11月18日、テレビ朝日） - 木佐 役
- 金曜エンタテイメント「最後のストライク」（2000年7月28日、フジテレビ） - 高橋慶彦 役
- はみだし刑事情熱系6（2001年、テレビ朝日）
- 月曜時代劇「天罰屋くれない 闇の始末帖」（2003年、テレビ朝日）
- ハイビジョンドラマ館「ミュージック イン ドラマ ホシに願いを」（2004年、BS-hi）
- 土曜ワイド劇場「西村京太郎サスペンス 鉄道捜査官6」（2005年、テレビ朝日） - 三浦昇 役
- プリマダム（2006年、日本テレビ） - 佐久間 役
- レガッタ〜君といた永遠〜（2007年、テレビ朝日）
- 遺留捜査（2013年、テレビ朝日）
- 土曜ワイド劇場「再捜査刑事・片岡悠介」第5作 - 第10作（2013年 - 2017年、テレビ朝日） - 矢杉利也 役
- 科捜研の女 （テレビ朝日）
  - Season 13 第7話（2013年11月28日） - 海沼茂和 役
  - Season 19 第15話（2019年8月29日） - 森本純一 役
- 日曜ワイド 「司法教官・穂高美子6」（2017年） - 神崎久彦 役
- 特捜9 season6 第5話（2023年、テレビ朝日） - 城川太一 役

### 映画
- 人間の翼 最後のキャッチボール（1996年、シネマクラフト）
- バケモノの子（2015年、東宝）

### 劇場アニメ
- めくらやなぎと眠る女（2024年7月26日公開、ユーロスペース / インターフィルム / ニューディアー / レプロエンタテイメント） - 鈴木 役[8]

### テレビCM
- JR東日本 Suicaならばスイスイお買い物♪【イカした先輩編】（2012年）
- クイーンズウェイリフレクソロジー・スクール【お茶くみ編】（2013年）

### オリジナルビデオ・Vシネマ
- セーラー服仁義（1994年）
- 湘南純愛組!3（1996年） - 神島俊生 役
- 仁義30（2002年）
- 本気!29（2004年）

### DVD
- ブロードウェイミュージカルライブDVD（2012年）

### CD
- BEST MUSICAL vol.2〜Octet/八重奏 ビクターエンタテインメント（2006年）
- ベストミュージカル〜4knights 東芝EMI（2002年）